# Санта Луча (Ријети)
Санта Луча је насеље у Италији у округу Ријети, региону Лацио.
Према процени из 2011. у насељу је живело 329 становника. Насеље се налази на надморској висини од 828 м.